# Дедовцы (Черниговская область)
Дедовцы́ (укр. Дідівці) — село в Прилукском районе Черниговской области Украины. Население — 553 человека. Занимает площадь 0,938 км². Расположен на реке Калышевка.
Код КОАТУУ: 7424182201. Почтовый индекс: 17515. Телефонный код: +380 4637.

## Власть
Орган местного самоуправления — Дедовецкий сельский совет. Почтовый адрес: 17508, Черниговская обл., Прилукский р-н, с. Манжосовка, ул. Героев Войны, 89.

## История
В XIX веке село Дедовцы было в составе Прилукской волости Прилукского уезда Полтавской губернии. В селе была Параскиевская церковь.

## Достопримечательность
Усадьба Киселя или Усадьба А. Крагельской, жены Н. И. Костомарова — памятник истории местного значения в Дедовцах. Сейчас в здании размещается музей-усадьба Николая Костомарова.